# Ommen
Ommen es una ciudad y municipio de la provincia de Overijssel al este de los Países Bajos. Se localiza en la región de Vecht Salland. Ommen aparece mencionada ya en el siglo XII como vado en el río Vecht y obtuvo los derechos de ciudad del obispo de Utrecht en 1248. Durante la Edad Media la ciudad perteneció a la Liga Hanseática. Cuenta con una superficie de 182,01 km ², de los que 2,01 km ² corresponden a la superficie ocupada por el agua. El 1 de enero de 2014 tenía una población de 17.370 habitantes, con una densidad de 97 h/km². 
Con Ommen forman el municipio otros cinco núcleos de población y varias aldeas.
En 1924 el barón Philip van Pallandt cedió su castillo de Eerde en Ommen como sede de la sociedad teosófica Orden de la Estrella de Oriente, organización fundada por Jiddu Krishnamurti, disuelta en 1929.

## Campo de concentración Kamp Erika
En 1941 la finca se transformó en campo de concentración para opositores al régimen nazi y organizaciones clandestinas contrarias a Alemania.
El que sería su comandante, Werner Schwier, conoció a principios de la guerra al colaborador nazi Karel Lodewijk que en numerosas ocasiones sirvió como traductor entre las tropas invasoras nazis y el ejército holandés. Los dos trazaron los planes para hacer funcionar Ommen. Fue Schwier el que cambió internamente el nombre del campo Ommen por el de "Campo de Trabajos Forzados Erika" o "Arbeitslager Erika". Los primeros prisioneros llegaron el 19 de junio de 1942 en un tren custodiado por guardias holandeses. 
Las condiciones del campo fueron extremadamente duras; de entre los guardias holandeses destacó Herbertus Bikker que al finalizar la guerra fue declarado culpable y encarcelado, pero logró escapar y encontró refugio en Alemania, donde vivió libremente. 

## Galería de imágenes

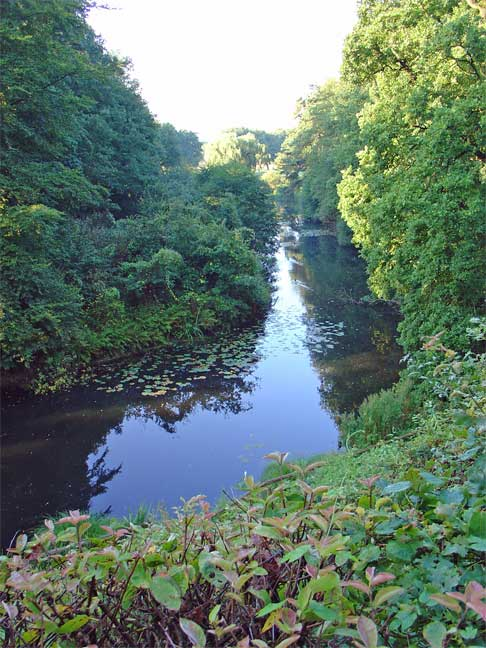
El río Regge al sur de Ommen
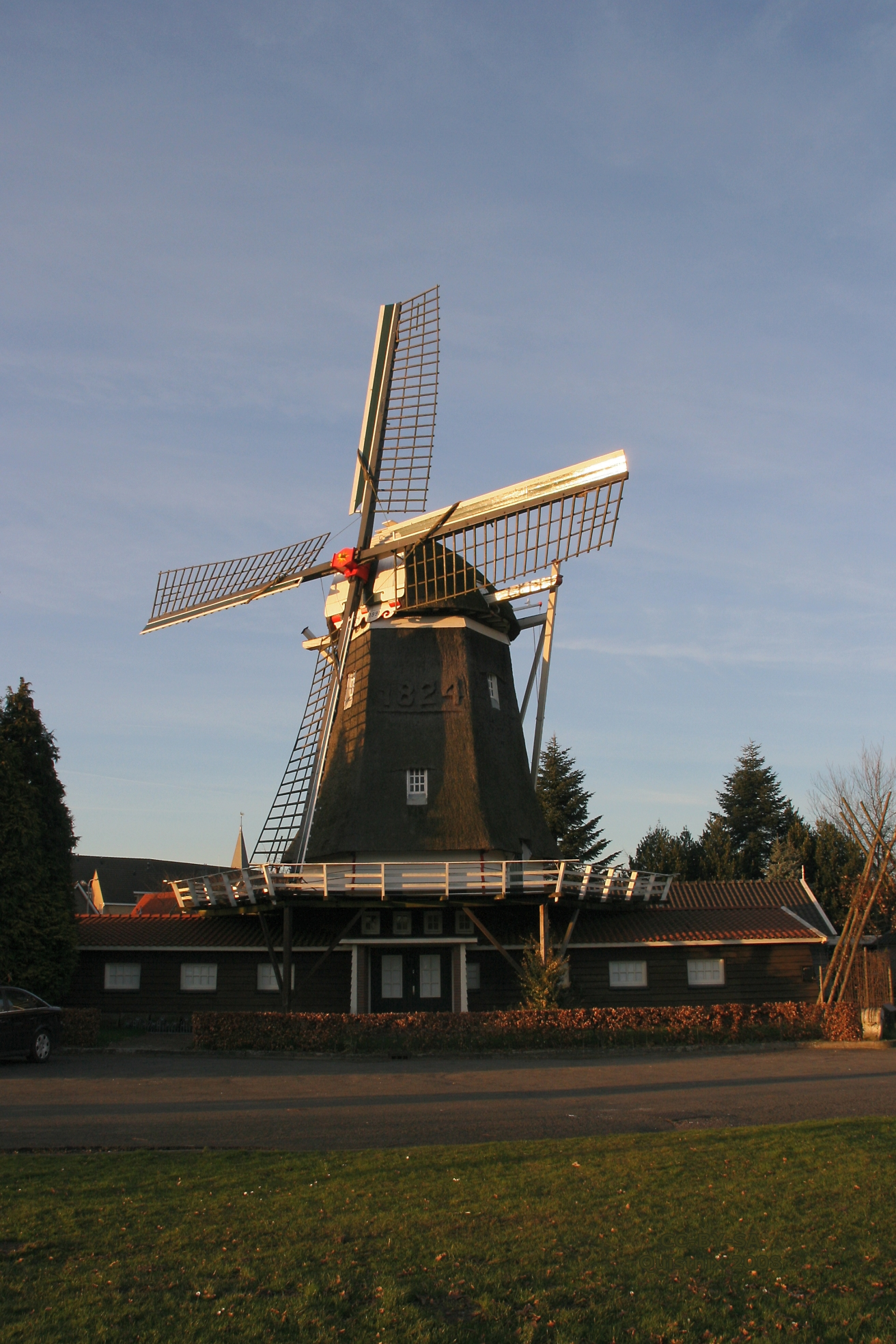
Molino Den Oordt (1824)
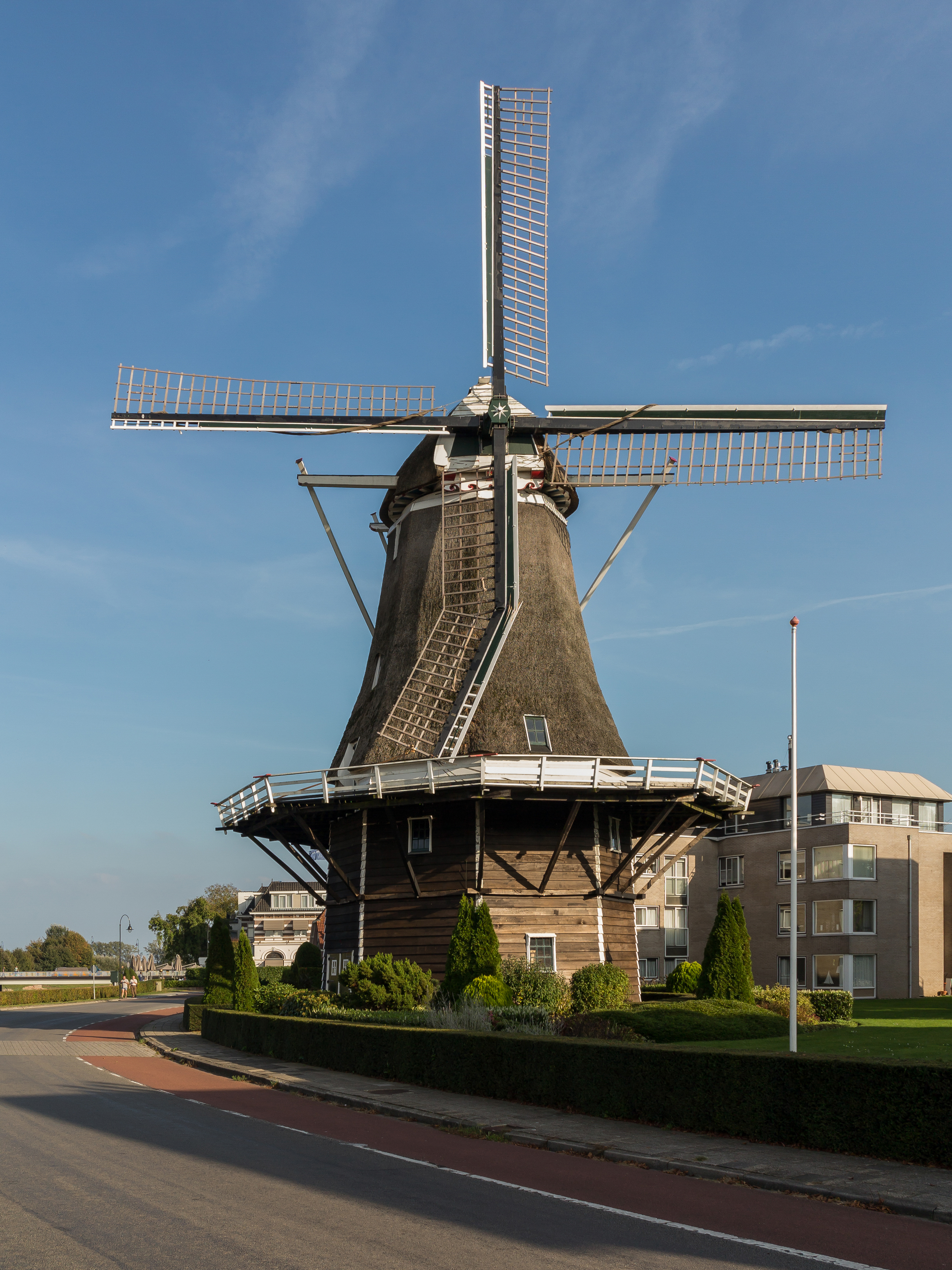
Molino el Konijnenbelt
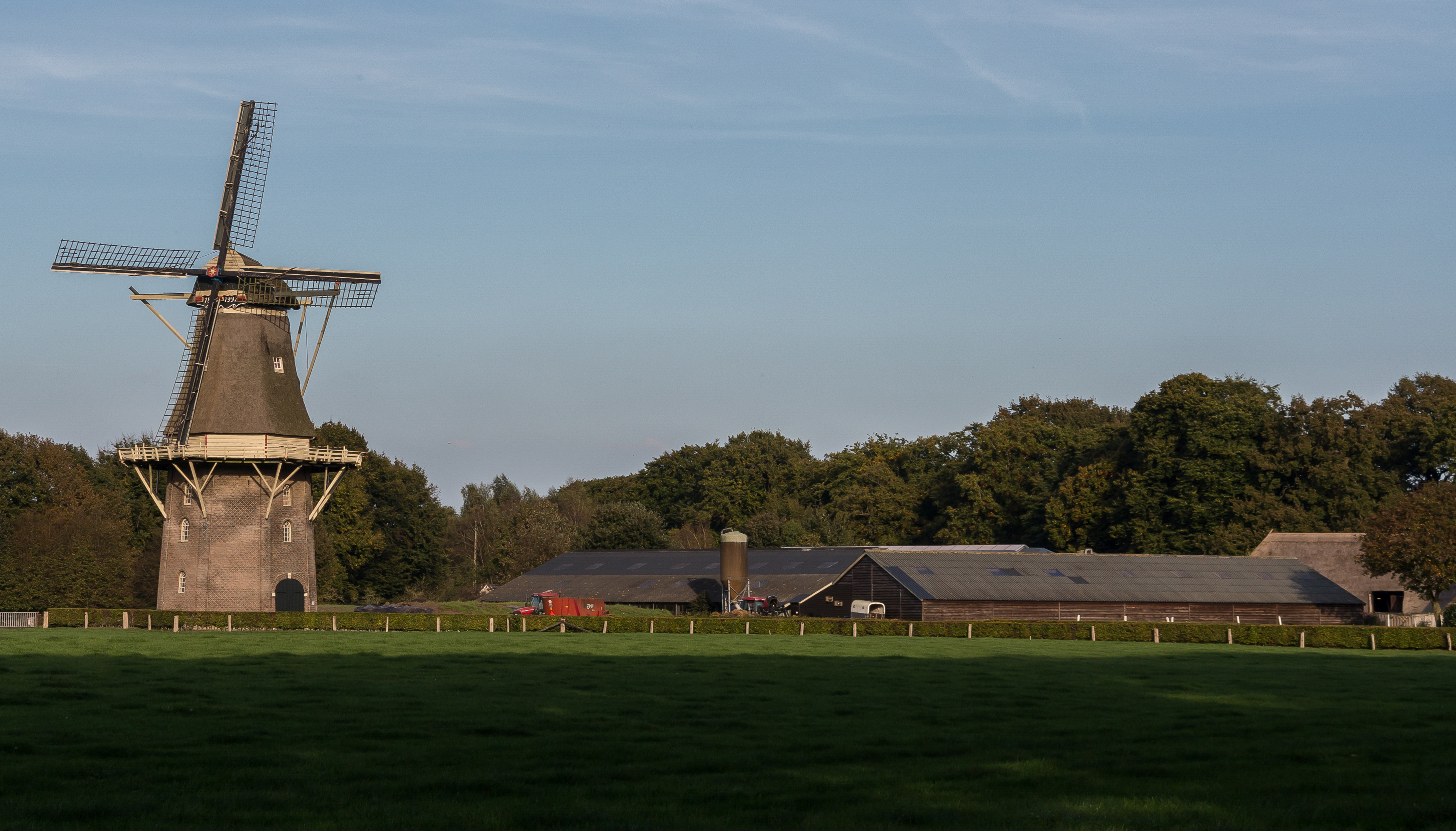
Molino de Vilsteren y granja
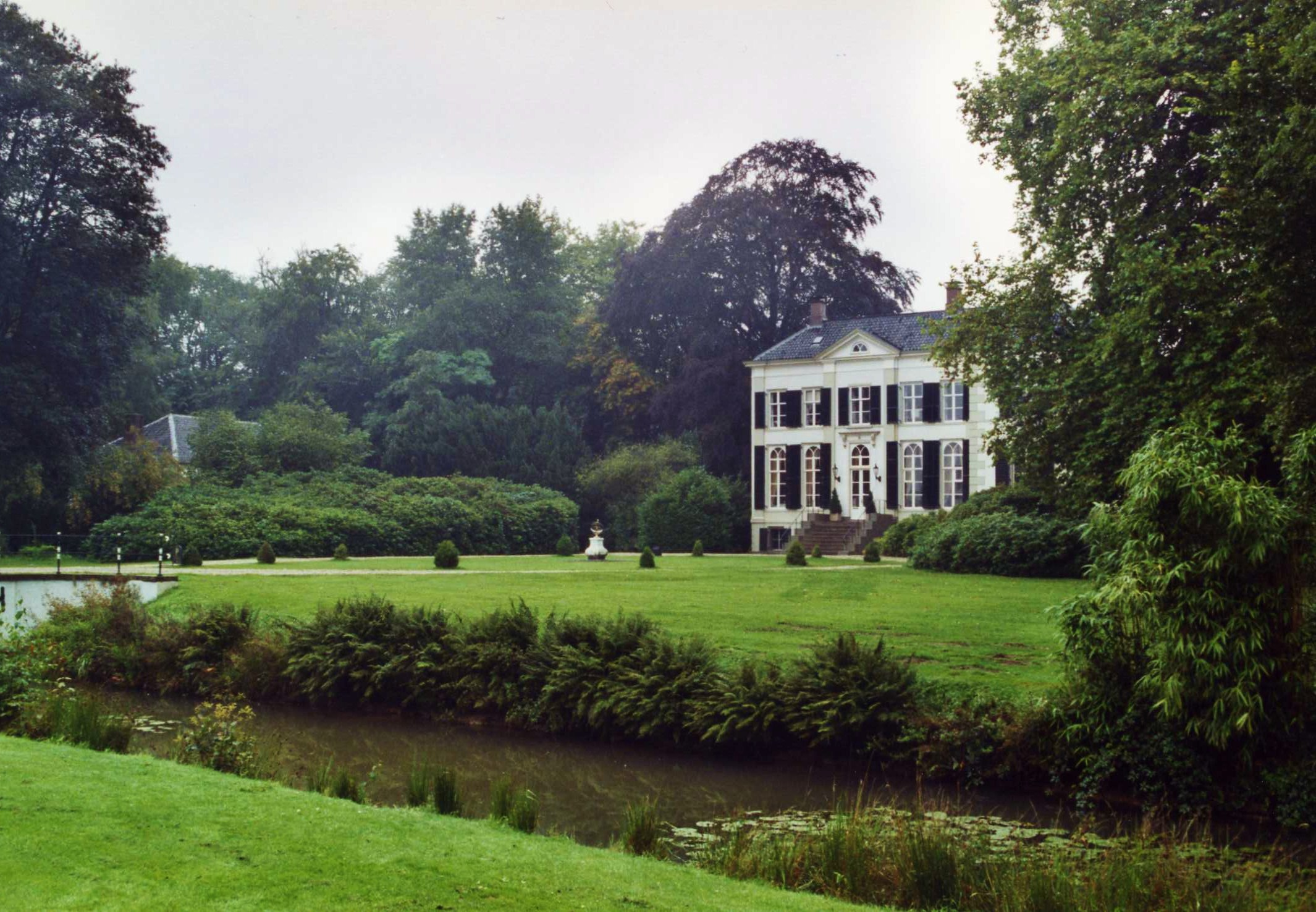
Het Laer, villa del siglo XVIII
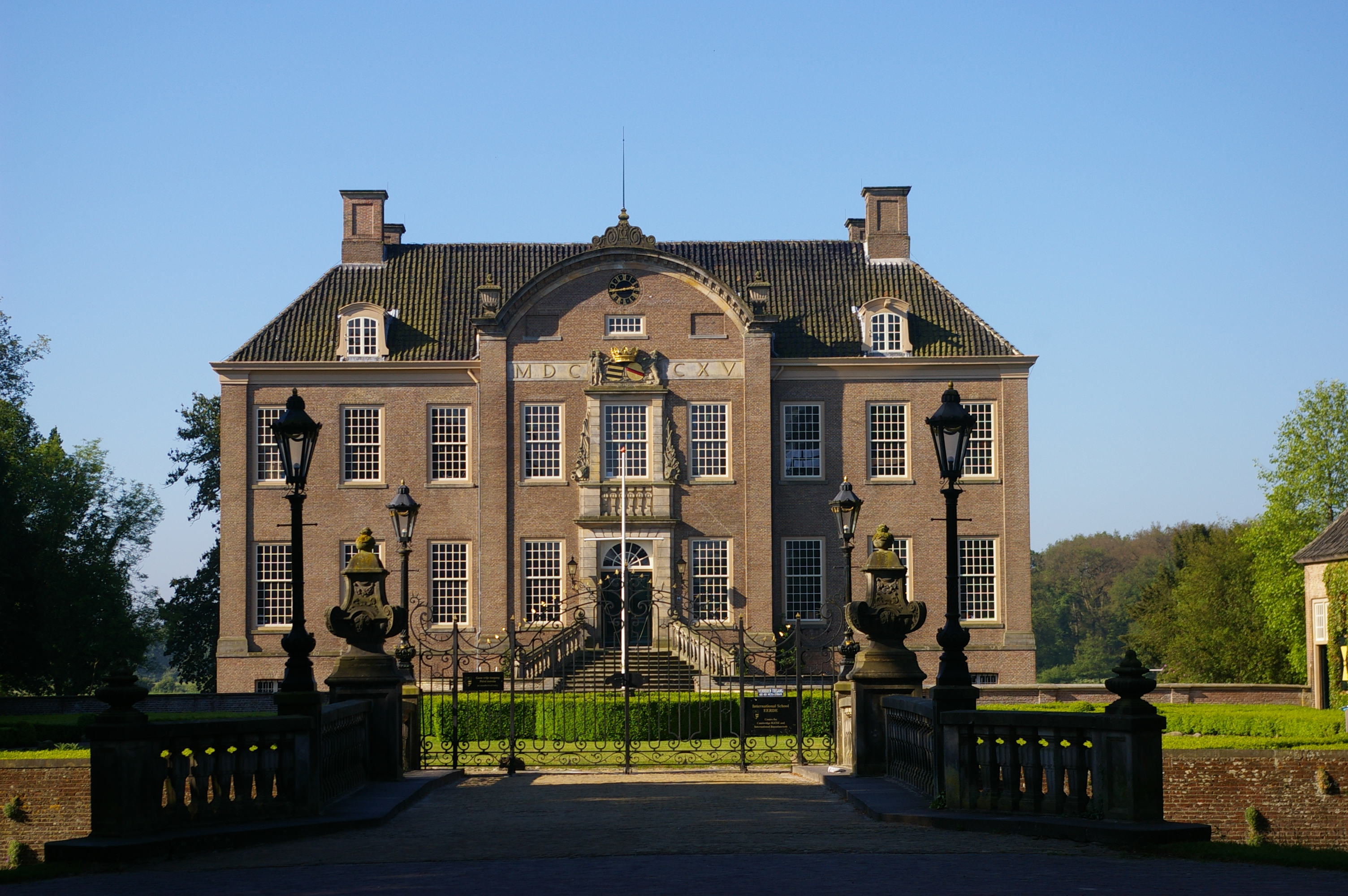
Castillo de Eerde